# ¿Quién grita venganza?
¿Quién grita venganza? es una película hispano-italiana del año 1968 dirigida por el director español Rafael Romero Marchent, perteneciente al subgénero del spaghetti western. Está protagonizada por los actores Antonio de Teffé (como Anthony Steffen) y Mark Damon, y la música corre a cargo del maestro italiano Riz Ortolani.
Aún sin ser un argumento de gran calidad, sí se desarrolla bastante bien, con grandes momentos de acción, dando como resultado un film bastante notable. Además, esta película fue un gran éxito de taquilla en España, llegando a recaudar la cantidad de 195.912,44 €.

## Argumento
Una misteriosa banda de pistoleros aterroriza a los habitantes de Blackstone. Al no aceptar las pretensiones de los bandidos y negarse a firmar los documentos de cesión de sus tierras, comienza la venganza atroz de los bandidos. Johnny (Mark Damon) y Fred (Antonio de Teffé), dos jóvenes cazarrecompensas seducidos por las acciones y huidas de los pistoleros, se meten inmediatamente en acción y riesgo al reconocer a Rodgers (Luis Induni), uno de los hombres importantes de Blackstone, como el misterioso organizador de la empresa criminal. Eliminada toda la banda con una serie de estratagemas, Fred y Johnny están a punto de sucumbir de la mano del único superviviente: Rodgers.
Sobreviven al salvarles la vida casi providencialmente la mujer del mismo Rodgers, la cual ha descubierto que es la madre de uno de los jóvenes, Johnny, al que abandonó siendo un bebé. O al menos, eso es lo que ella cree...

## Reparto
- Antonio de Teffé: Fred
- Mark Damon: Johnny
- María Martín: Sra. Rodgers
- Luis Induni: Steve Rodgers
- Piero Lulli: Sheriff Bob Watson
- Dyanik Zurakowska: Elizabeth
- Raf Baldassarre: Lassiter
- Barta Barri: Forrest
- José Marco: Jack Logan
- Jesús Guzmán: Jonathan 'Alegría'
- Miguel del Castillo: Juez Wright
- Giovanni Petti: Granjero familia Harrison
- Raf Baldassarre: Gregory Lassiter
- Carlos Romero Marchent: hijo del Sr. Forrest
- Fabián Conde
- Alfonso de la Vega: Jim, el ayudante
- Guillermo Méndez: hermano Lassiter
- Luis Barboo: Anderson
- Óscar Cortina: secuaz de Jack Logan
- Juan Antonio Elices: granjero viejo de la familia Harrison

## Títulos para el estreno
- "Cry for Revenge"
- "Dead Men Don't Count!"
- "I morti non si contano"